# 이현균
이현균(1983년 10월 18일 ~ )은 대한민국의 배우이다.
단대부중-단대부고 출신.
엘리트 농구선수 였다.

## 출연작

### 영화
- 《여름이 지나가면》 (2025년) - 기준 아빠 역
- 《행복의 나라》 (2024년) - 조상철 역
- 《정이》 (2023년) - 의사 역
- 《젠틀맨》 (2022년) - 강 검사 역
- 《강릉》 (2021년) - 이충섭 역
- 《수색자》 (2021년) - 김택진 군의관 역
- 《비스트》 (2019년) - 채필교 /부제 역
- 《어린 의뢰인》 (2019년) - 병주 역
- 《상류사회》 (2018년) - 비서관 역
- 《1987》 (2017년) - 오연상 역
- 《감시자들》 (2013년) - 통제남 역

### 드라마
- 《언젠가는 슬기로울 전공의생활》 (2025년, tvN) - 조준모 역
- 《별들에게 물어봐》 (2025년, tvN) - 한시원 역
- 《삼식이 삼촌》 (2024년, Disney+) - 오인우 역
- 《기생수 : 더 그레이》 (2024년, Netflix) - 권혁주 역
- 《선산》 (2024년, Netflix) - 진대수 역
- 《사랑의 이해》 (2022년, JTBC) - 박미경의 사촌오빠 역
- 《모범형사 2》 (2022년, JTBC) -TJ 그룹 변호사 역
- 《태종 이방원》 (2022년, KBS1) - 박은 역
- 《다크홀》 (2021년, OCN) - 노진수 역
- 《드라마 스테이지 - 더 페어》 (2021년, tvN) - 강민욱 역
- 《비밀의 숲 2》 (2020년, tvN) - 차장검사 역
- 《본 대로 말하라》 (2020년, OCN) - 안박사 역
- 《KBS 드라마 스페셜 - 스카우팅 리포트》 (2019년, KBS2) - 김태용 역
- 《나의 나라》 (2019년, JTBC) - 이방간 역
- 《닥터 프리즈너》 (2019년, KBS2) - 함길선 역
- 《진심이 닿다》 (2019년, tvN)
- 《손 the guest》 (2018년, OCN) - 이철용 역
- 《탁구공》 (2018년, JTBC) - 안경 쓴 회사원 역
- 《라이프》 (2018년, JTBC) - 구조실장 역

### 연극
- 《남자충동》 - 병춘 역
- 《로미오와 줄리엣》 - 머큐쇼 역
- 《뽕짝》
- 《맘모스 해동》 - 손님 역
- 《프랑켄슈타인》 - 펠릭스 역
- 《바람직한 청소년》 - 현신 역
- 《웰즈로드 12번지》 - 정민석 역
- 《세 자매》 - 뚜젠바흐 역
- 《그때 그 사람들》 - 형사 역
- 《삼등병》 - 조태기 역
- 《고령화 가족》
- 《안녕 피투성이 벌레들아》 - 의족남 역
- 《욕망이라는 이름의 전차》 - 수금원 / 의사 역
- 《언니들》 - 허수아비 역

## 수상
- 2015년 제36회 서울연극제 연기상